# 蟹江英吉
蟹江 英吉（かにえ えいきち、1924年9月28日 - 2023年12月16日）は、日本の経営者。カゴメ株式会社社長を務めた。

## 経歴
愛知県知多郡上野町（現・東海市）出身。1942年（昭和17年）に愛知県安城農林学校を卒業し、愛知トマト製造株式会社（のちのカゴメ株式会社）に入社。東海市には蟹江という姓が多く、父親はカゴメ創業者の蟹江一太郎の協力者であったものの、蟹江一太郎と血縁関係はない。戦前には羊羹状の固形ケチャップを呉の海軍に納めていた。召集されて入隊したが戦地に赴くことはなく、世田谷の陸軍本部で1945年（昭和20年）8月の終戦を迎えた。
24歳だった1949年（昭和24年）、愛知トマト製造から改称した愛知トマト株式会社の取締役に就任した。当時は戦後の混乱期であり、役員の平均年齢は24歳だった。1949年（昭和24年）6月には工場長に就任し、1951年（昭和26年）1月には経理部に移って1960年（昭和35年）まで務めた。1960年（昭和35年）6月には東京支店長に就任し、1962年（昭和37年）7月には名古屋の本社に戻って経理部長に就任した。1974年（昭和49年）5月には専務に昇進し、営業本部長に就任した。1979年（昭和54年）6月に副社長に就任し、1982年（昭和57年）6月にカゴメ株式会社社長に就任した。1991年（平成3年）6月に相談役に就任した。
1987年（昭和62年）4月に藍綬褒章を受章し、1994年（平成6年）11月に勲四等旭日小綬章を受章した。
2023年（令和5年）12月16日、急性肺炎のため死去。99歳没。